# Cerrophidion godmani
Cerrophidion godmani là một loài rắn trong họ Rắn lục. Loài này được Günther mô tả khoa học đầu tiên năm 1863.

## Hình ảnh

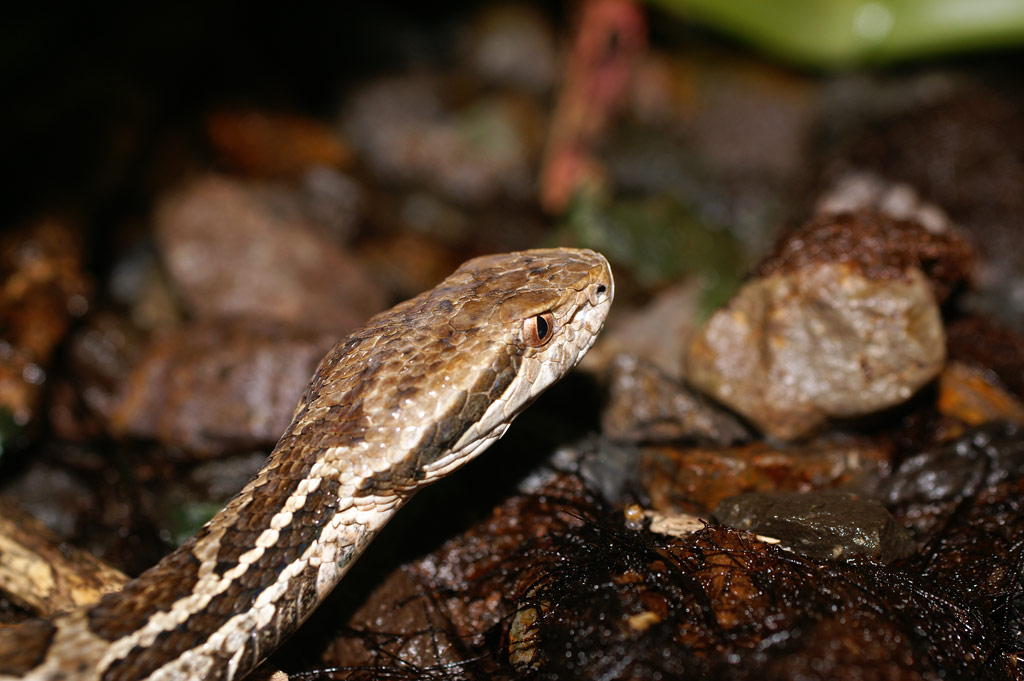
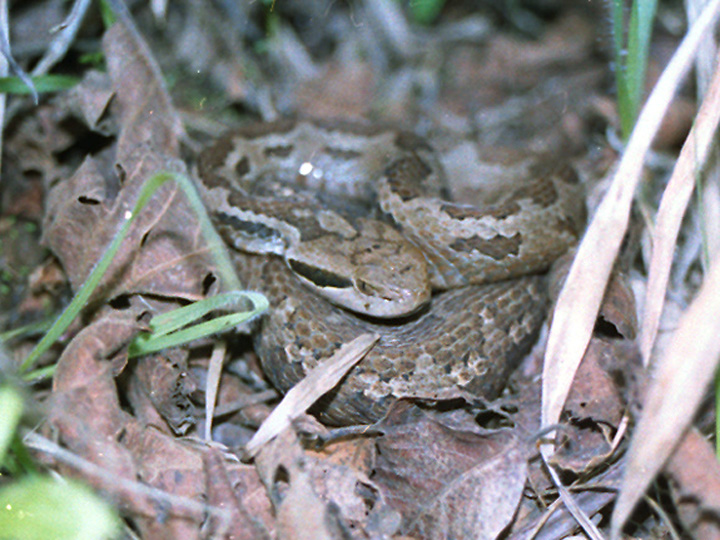
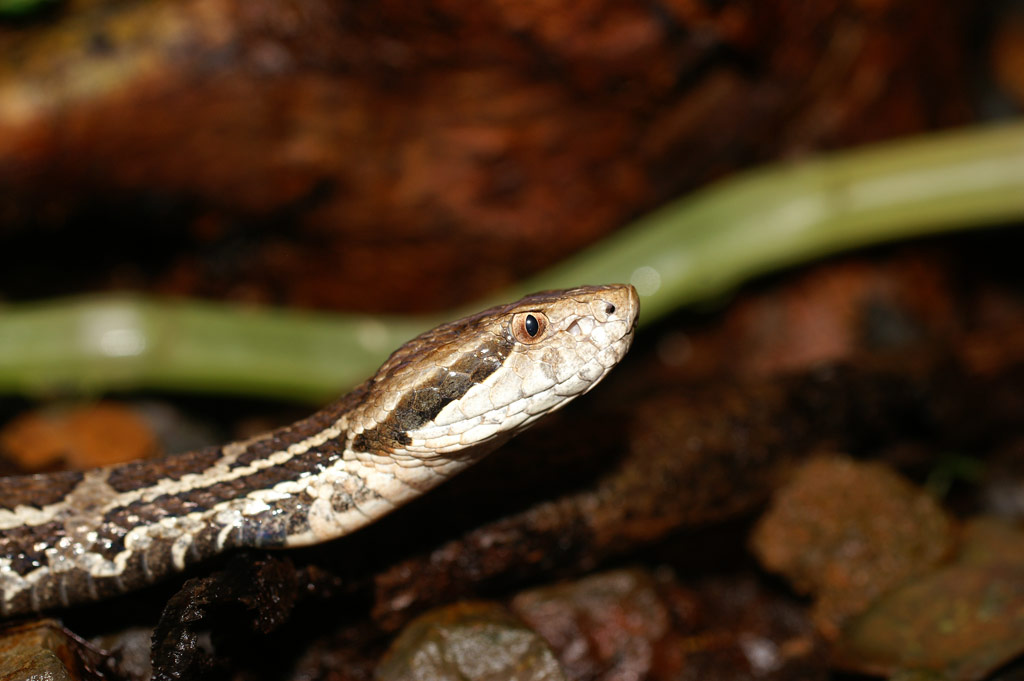